# Mal de Pott

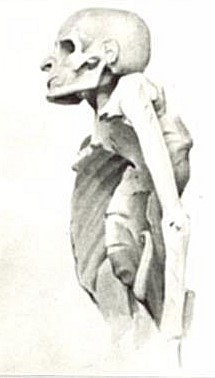
Múmia egípcia com espondilite tuberculosa.

A doença de Pott, também conhecida como espondilite tuberculosa, mal de Pott, ou tuberculose vertebral, é uma infecção das vértebras causada pela Mycobacterium tuberculosis, geralmente originada de uma tuberculose pulmonar. A tuberculose pode entrar na corrente sanguínea e afetar vários tecidos fora dos pulmões, incluindo a coluna vertebral, causando uma espécie de artrite nas articulações intervertebrais. A doença foi relatada pela primeira vez por Percivall Pott (1714-1788), um cirurgião britânico. As vértebras lombares e torácicas inferiores são as áreas da coluna mais frequentemente afetadas. Espondilite significa inflamação das vértebras em grego antigo.

## Sinais e sintomas
Primeiro causa dor nas costas, febre e fraqueza. A infecção pode se espalhar as vértebras adjacentes e comprometer o espaço intervertebral adjacente. Se apenas uma vértebra é afetada, o disco intervertebral é normal, mas se duas vértebras adjacentes estão infectadas, o disco não pode receber nutrientes e sofre um processo chamado de necrose caseosa, que leva ao estreitamento vertebral e, eventualmente, ao colapso e à lesão da coluna vertebral. Uma massa de tecido mole seca freqüentemente se forma causando deformação permanente.

## Diagnóstico
- Hemograma completo: leucocitose
- Elevada taxa de sedimentação de eritrócitos: >100 mm / h
- Teste cutâneo de tuberculina: Os resultados do teste cutâneo de tuberculina (derivado de proteína purificado [PPD]) são positivos em 84-95% dos pacientes com doença de Pott que não estão infectados pelo HIV.

Radiografia de coluna
Alterações radiográficas associadas à doença de Pott apresentam-se relativamente tarde. As seguintes são as alterações radiográficas características da tuberculose espinhal na radiografia simples:
- - Destruição lítica da porção anterior do corpo vertebral
  - Cunha anterior aumentada
  - Colapso do corpo vertebral
  - Esclerose reativa em um processo lítico progressivo
  - Sombra de psoas aumentada com ou sem calcificação
  - Placas terminais vertebrais são osteoporóticas
  - Discos intervertebrais podem estar encolhidos ou destruídos
  - Corpos vertebrais mostram graus variáveis de destruição
  - Sombras paravertebrais fusiformes sugerem a formação de abscesso
  - Lesões ósseas podem ocorrer em mais de um nível

Outras opções:
- Gamagrafia óssea
- Tomografia computadorizada da coluna vertebral
- Biópsia óssea
- Ressonância magnética

## Tratamento
O tratamento inclui o coquetel antituberculose (Rifampicina + Isoniazida + Pirazinamida + Etambutol), analgésicos e pode ser necessário imobilização da região da coluna usando diferentes tipos de corset ou colares ortopédicos. Cirurgia pode ser necessária, especialmente para drenar os abscessos da coluna vertebral ou desbridar completamente as lesões ósseas ou para estabilizar a coluna vertebral. Fusão da coluna vertebral torácica com ou sem instrumentação como último recurso. Após a cirurgia fisioterapia para alívio da dor, educação postural e ensino de um programa de exercícios em casa para força e flexibilidade.
Se não tratada por causar cifose, lordose e o colapso da coluna pode comprimir nervos espinhais causando neuralgia e paralisia.